# Cementerio La Piedad (Posadas)
El Cementerio Municipal La Piedad es la principal necrópolis de la ciudad de Posadas, Argentina. Fue creado en octubre de 1872 en la actual chacra 42, ante la necesidad de trasladar el primer cementerio de la ciudad que estaba en la Plaza 9 de Julio, frente a la Catedral de Posadas. En octubre de 1879 se lo vuelve a trasladar a su actual emplazamiento en la Chacra 60, delimitada por las avenidas Almirante Brown, Tomás Guido, Martín Fierro y Santa Catalina.
En el año 1934 Alejandro Bustillo realizó el proyecto del pórtico, el cual se construyó varios años después, y luego declarado patrimonio histórico.

## Estructuras destacadas

### Capilla de Planta Octogonal
Era la capilla velatoria (actualmente abandonada), de planta octogonal y estilo neorrománico, está construida con ladrillos asentados en barro y revoque compuesto por barro y cal, y en cuyo interior existía una mesa velatoria de mármol blanco.

### La Cruz Mayor
Ubicada en el centro del cementerio, hacia donde convergen todos las calles centrales de la necrópolis.

## Personalidades importantes
- Clotilde González de Fernández Ramos
- Antonio Bausset
- Mario Losada
- Juan Ramón Madariaga
- Domingo Berrondo
- Aníbal Cambas
- Alcibíades Alarcón
- Pedro Noziglia
- Ernesto “Tito” Cucchiaroni
- Ángel Acuña
- Plácido Margets Esteves
- Emilio Clement Poujade
- Francisco J. de Haro